# Ra (mitologija)
Ra, Raa ali Re (arabsko رع, koptsko Fra) je bil v staroegipčanski mitologiji bog sonca, stvarnik ljudi in bogov. Od pete dinastije dalje je bil glavno egipčansko božanstvo.
Središče njegovega kulta je bil Heliopolis, kar v grščini pomeni mesto sonca. Ra ima glavo sokola. Himna bogu Raju, napisana okoli 1370 pr. n. št., opisuje nekaj božanstev kot oblik boga Raja. Na primer:
"Molimo k tebi, o, Ra, ti vzvišena moč, ki prihajaš v prostor Amenta (Amunet), glej, tvoje telo je Temu (Atum)."
"Molimo k tebi, o, Ra, ti vzvišena moč, ki prihajaš v skrito palačo Anubisa, glej, tvoje telo je Kepera (Hepri)."

## Vloga

### Ra in sonce
Egipčanom je sonce predstavljalo svetlobo, toploto in rast. To je bilo zelo pomembno božanstvo, saj je bilo sonce videti kot vladar vsega, kar je ustvaril. Sončev disk je bil videti kot telo ali oči Raja. Ra je bil oče Šuja in Tefnut, ki ju je ustvaril. Šu je bil bog vetra, Tefnut je bila boginja dežja. Sekmet je bila oči Raja in je bila ustvarjena z ognjem v Rajevem očesu. Bila je nasilna levinja.

### Ra v podzemlju
Za Raja so mislili, da potuje na dveh sončnih ladjah, imenovanih Mandžet (ladja milijonov let) ali jutranja ladja in Mesektet ali večerna ladja. . Ladji sta ga vozili na poti po nebu in duatu ali podzemlju Egipta. Medtem ko je bil Ra na Mesektet, je bil v obliki z glavo. Ko je Ra potoval v svoji ladji, je imel s seboj različna druga božanstva, kot so Sia (božanstvo zaznavanja) in Hu (ḥw) (božanstvo ukaza), Heka (božanstvo čarobne moči). Včasih so mu člani eneade pomagali na njegovi poti, vključno s Set, ki je premagal kačo Apep in Mehen, ki ga je branil pred pošastmi iz podzemlja. Ko je bil Ra v podzemlju, je bil v vseh različnih oblikah.
Apep, bog kaosa, je bil velikanska kača, ki je poskušala ustaviti sončno ladjo vsak večer, s tem da ga je požrla ali pa ustavila s svojo hipnotično zvezdo. Egipčani so verjeli, da se v večernih urah Ra spremeni kot Atum ali v obliko ovna. Mesektet ali večerna ladja bi ga nosila skozi podzemlje in nazaj proti vzhodu ter ga pripravila na ponovno rojstvo. Ti miti Raja predstavljajo kot vzhajanje sonca, kot ponovno rojstvo sonca na nebu boginje Nut. Taka zasnova  preporoda in obnovitve Raja krepi njegovo vlogo kot boga ustvarjalca.
Kadar je bil Ra v podzemlju, se je združil z Ozirisom, bogom mrtvih, in prek njega postal tudi bog mrtvih.

### Ra kot ustvarjalec
Raja so nekateri stari Egipčani častili kot boga stvarnika, zlasti privrženci njegovega kulta v Heliopolisu. Veljalo je, da je Ra jokal in iz solz je nastal človek. Ti kultni privrženci so verjeli, da se je Ra ustvaril sam, medtem ko so privrženci boga Ptaja verjeli, da je Raja ustvaril Pta. Zato so mislili, da je to razlog, da so častilci piramid starega kraljestva v Heliopolisu redko omenjali Ptaja. V odlomku Knjige mrtvih Ra sebe pomanjša in njegova kri se preoblikuje v dve intelektualni personifikaciji: Hu ali oblast in Sia ali um. Ra je tudi oblikoval letne čase, mesece, rastline in živali.

## Kult boga Raja
Bog Ra je včasih znan spreobrnjenec Eringium (skarabej). Bil je tudi vrhovni bog Egipčanov. Faraon Ehnaton (Amenofis IV.) je izpeljal versko reformo in uvedel monoteistični kult Atona, a se je takoj po njegovi smrti njegov naslednik Tutankamon vrnil k stari veri. Kult Raja se je precej povečal v drugi egipčanski dinastiji in se učvrstil kot bog sonca Ra. S četrto dinastijo se je na faraona gledalo kot na utelešenje Raja na Zemlji, faraoni so bili "sinovi Raja". Čaščenje Raja je doseglo vrhunec v peti dinastiji, ko je postal uradni bog Egipta, v njegovo čast so bile zgrajene piramide, obeliski in templji. Začela so se pojavljati besedila v piramidah, ki so dajala vse večji pomen Raju pri potovanju faraona skozi podzemni svet. Znano je, da beseda "ra" pomeni "sonce", vendar pa nekateri menijo, da je lahko beseda različica ali povezana z besedo "ustvarjalen". Kot je njegov lik ustvarjen v egipčanskem panteonu, Ra običajno nadomešča Atuma kot oče, dedek in pradedek božanstev eneade in postane stvarnik sveta. Končno verujejo, da so bili ljudje ustvarjeni iz Rajevih solz, zato so se Egipčani imenovali čreda boga Raja. Do enajste dinastije je Ra postal nekaj podobnega kot krščanski Bog. Mitologija pravi, da je ustvaril zemljo za človeka in da je zlo posledica človeških dejanj. Poudarjali so tudi, da bo zlo kaznovano po smrti. V Novem kraljestvu je čaščenje Raja postalo še bolj veličastno. Stenam grobnic so namenili še več pozornosti, pa tudi podrobnostim besedil, ki opisujejo potovanje Raja skozi podzemlje. Zanj so tudi govorili, da nosi molitve živih za mrtve na svojem čolnu. V tem obdobju je bila najbolj priljubljena ideja, da se Ra stara skupaj s Soncem. Čaščenje Raja je obsegalo hvalnice, molitve in uroke za pomoč Raju, da premaga kobro, imenovano Apop, ki se je imenovala tudi Apopis. Čeprav je bil kult Raja zelo razširjen, je bil njegov center v Heliopolisu, domu Eneada, za katerega so verjeli, da je vodja Atuma. Sprejemanja Raja so praznovali 26. maja po gregorijanskem koledarju.

## Umetnost
Ra se v umetnosti običajno prikazuje kot človek s faraonsko krono (znak kralja nad preostalimi božanstvi) in soncem nad glavo. Včasih ima glavo sokola, ker je povezano s Horusom v Ra-Horakti. Včasih je prikazan drugače glede na položaj sonca na nebu. Kadar sonce vzhaja, je bil prikazan kot otrok, opoldne kot človek, zvečer kot starec. Ra je delil mnogo simbolov z drugimi sončnimi božanstvi.

## Druge oblike
Ptica Benu je Rajeva "ba" in simbol ognja in ponovnega rojstva. Obelisk predstavlja sončeve žarke in je bil oboževan kot dom Raja. Piramide so bile obrnjene v smeri od vzhoda proti zahodu, verjetno v smeri premikanja Sonca. Ureus je kobra, ki se običajno prikazuje ovita okrog sončnega diska. Ureus se povezuje z boginjo Vadžet in verjeli so, da je kobra lahko samo ženskega spola.

## Potomstvo
Ra je imel mnogo otrok in vse je ustvaril sam.
- Šu − bog zraka, prvi Rajev otrok.
- Tefnut − boginja vode z levjo glavo, očetova ljubljenka.
- Hator − boginja z rogovi, najlepša boginja in najdražja Rajeva hči.
- Sekmet − boginja z levjo glavo kot tudi Tefnut, boginja vojne, ognja in kuge.
- Bastet − boginja s telesom mačke, boginja ljubezni.
- Maat − boginja vesoljskega reda in miru, sestra kralja.
- Vadžet in Nekbet, Vadžet je kača, Nekbet mrhovinar, sta dvojčka.
- Horus (sokol) − sokol, ki je prva žival na svetu.

Rajeva vnuka sta Geb in Nut, pravnuki pa Oziris, Izida, Set in Neftis.